# Bonboillon
Bonboillon ist eine Gemeinde im französischen Département Haute-Saône in der Region Bourgogne-Franche-Comté.

## Geographie
Bonboillon liegt auf einer Höhe von 280 m über dem Meeresspiegel, acjht Kilometer nordwestlich von Marnay und etwa 27 Kilometer westnordwestlich der Stadt Besançon (Luftlinie). Das Dorf erstreckt sich im Süden des Départements, auf dem Plateau, das sich westlich der Monts de Gy ausdehnt.
Die Fläche des 4,44 km² großen Gemeindegebiets umfasst einen Abschnitt der leicht gewellten Landschaft zwischen den Talebenen von Ognon im Süden und Saône im Norden. Der Hauptteil des Gebietes wird von einem Plateau eingenommen, das durchschnittlich auf 270 m liegt. Es ist aus einer Wechsellagerung von sandig-mergeligen und kalkigen Schichten der oberen Jurazeit und des Tertiärs aufgebaut. Das gesamte Gebiet zeigt keine oberirdischen Fließgewässer. Es wird überwiegend landwirtschaftlich genutzt, doch gibt es auch einige Waldflächen, darunter den Bois de la Féole im Westen. Nach Süden erstreckt sich das Gemeindeareal auf die Anhöhe des Mont. Mit 297 m wird hier die höchste Erhebung von Bonboillon erreicht.
Nachbargemeinden von Bonboillon sind Cugney im Norden, Tromarey im Osten, Hugier im Süden, Chancey im Südwesten sowie Venère im Nordwesten.

## Geschichte
Im Mittelalter gehörte Bonboillon zur Freigrafschaft Burgund und darin zum Gebiet des Bailliage d’Amont. Die lokale Herrschaft hatte die Baronie Choye inne. Zusammen mit der Franche-Comté gelangte Bonboillon mit dem Frieden von Nimwegen 1678 definitiv an Frankreich. Seit 2002 ist Bonboillon Mitglied des 15 Ortschaften umfassenden Gemeindeverbandes Communauté de communes de la Vallée de l’Ognon.

## Sehenswürdigkeiten
Die Kirche St-Nicolas wurde im 18. Jahrhundert neu erbaut und besitzt eine Statue des heiligen Nikolaus aus dem 16. Jahrhundert.

## Bevölkerung
| Jahr                       | 1962 | 1968 | 1975 | 1982 | 1990 | 1999 | 2006 | 2011 | 2016 | 2022 |
| Einwohner                  | 92   | 82   | 43   | 64   | 86   | 103  | 140  | 197  | 199  | 198  |
| Quellen: Cassini und INSEE |      |      |      |      |      |      |      |      |      |      |

Mit 198 Einwohnern (1. Januar 2022) gehört Bonboillon zu den kleinsten Gemeinden des Département Haute-Saône. Nachdem die Einwohnerzahl in der ersten Hälfte des 20. Jahrhunderts deutlich abgenommen hatte (1886 wurden noch 199 Personen gezählt), wurde seit Mitte der 1970er Jahre wieder ein kontinuierliches Bevölkerungswachstum verzeichnet.

## Wirtschaft und Infrastruktur
Bonboillon war bis weit ins 20. Jahrhundert hinein ein vorwiegend durch die Landwirtschaft (Ackerbau, Obstbau, Weinbau und Viehzucht) geprägtes Dorf. Heute gibt es einige Betriebe des lokalen Kleingewerbes. In den letzten Jahrzehnten hat sich das Dorf zu einer Wohngemeinde gewandelt. Viele Erwerbstätige sind deshalb Wegpendler, die in den größeren Ortschaften der Umgebung ihrer Arbeit nachgehen.
Die Ortschaft ist verkehrstechnisch gut erschlossen. Sie liegt am Knotenpunkt der Hauptstraßen D67 (Besançon - Gray) und D12 (Pesmes – Gy). Durch eine Ortsumfahrung ist der Dorfkern vom Durchgangsverkehr entlastet. Eine weitere Straßenverbindung besteht mit Hugier.